# Чемпіонат України з настільного тенісу 2020
Чемпіонат України з настільного тенісу 2020 року — першість України з настільного тенісу, що проходила з 28 лютого по 1 березня 2020 року в місті Чернігів (Чернігівська область) під егідою Федерації настільного тенісу України (ФНТУ).
Змагання проходили в спортивному залі СК «Хімік» по вулиці Івана Мазепи, 88, Чернігів, Чернігівська область.

## Переможці
- Командна першість. Чоловіки:

1. Київ (Ярослав Жмуденко, Євген Прищепа, Кирило Юрченко, Олександр Ткаченко, Богдан Сінькевич).
2. Чернігівська область (Віктор Єфімов, Олександр Бєльський, Іван Май, Андрій Гребенюк).
3. Київ-2 (Дмитро Писар, Антон Лімонов, Всеволод Брояковський, Назар Третяк, Вадим Грибан).

- Командна першість. Жінки:

1. Київ (Анастасія Димитренко, Євгенія Васильєва, Ганна Фарладанська, Аліна Видрученко, Олена Пентюк).
2. Київ-2 (Вероніка Гуд, Карина Завіновська, Юлія Ходько, Мария Васильєва, Анастасія Єпіфанцева).
3. Луганська область-2 (Вікторія Кондратенко, Вероніка Матюніна, Софія Шередега).

- Особиста першість. Чоловіки:

1. Ярослав Жмуденко (Умань).
2. Лей Коу (Донецьк).
3. Євген Прищепа (Київ).

- Особиста першість. Жінки:

1. Соломія Братейко (Жовква).
2. Тетяна Біленко (Харків).
3. Анастасія Димитренко (Сергіївка).

- Парний жіночий розряд:

1. Соломія Братейко — Вероніка Гуд.
2. Тетяна Біленко — Євгенія Васильєва.
3. Ганна Фарландська — Валерія Степановська.

- Парний чоловічий розряд:

1. Євген Прищепа — Ярослав Жмуденко.
2. Андрій Гребенюк — Антон Лімонов.
3. Дмитро Писар — Богдан Сінькевич.

- Парний змішаний розряд:

1. Дмитро Писар — Ганна Фарландська.
2. Антон Лімонов — Вероніка Гуд.
3. Євген Прищепа — Тетяна Біленко.